# WTCC i Mexiko
FIA WTCC Race of Mexico är den mexikanska deltävlingen av FIA:s standardvagnsmästerskap World Touring Car Championship. Deltävlingen har körts sedan den första säsongen (2005) på Autódromo Miguel E.Abed, 3 mil ifrån staden Puebla. 2007 ersattes deltävlingen i Mexiko av Zandvoort i Nederländerna, då banan ansågs för farlig med sina "bankade" kurvor. Men efter lite ombygge var banan tillbaka på kalendern till 2008.
Deltävlingen var på kalendern inför 2010 års säsong, men ströks när oroligheter uppstod i Mexiko på grund av droghandel och översvämningar.

## Säsonger
| År   | Bana                    | Race | Segrare förare                    | Segrare märke   | Rapport            |
| ---- | ----------------------- | ---- | --------------------------------- | --------------- | ------------------ |
| 2009 | Autódromo Miguel E.Abed | 1 2  | Rickard Rydell Yvan Muller        | SEAT            | WTCC i Mexiko 2009 |
| 2008 | Autódromo Miguel E.Abed | 1 2  | Jordi Gené Tiago Monteiro         | SEAT            | WTCC i Mexiko 2008 |
| 2006 | Autódromo Miguel E.Abed | 1 2  | Salvatore Tavano Augusto Farfus   | Alfa Romeo      | WTCC i Mexiko 2006 |
| 2005 | Autódromo Miguel E.Abed | 1 2  | Fabrizio Giovanardi Peter Terting | Alfa Romeo SEAT | WTCC i Mexiko 2005 |